# Operation Active Endeavour
 Denne artikel bør gennemlæses af en person med fagkendskab for at sikre den faglige korrekthed.

 Der er for få eller ingen kildehenvisninger i denne artikel, hvilket er et problem. Du kan hjælpe ved at angive troværdige kilder til de påstande, som fremføres i artiklen.

Operation Active Endeavour er en flådeoperation i NATO-regi. Operationen foregår i Middelhavet. Dens formål er at hindre terrorister og masseødelæggelsesvåben i at blive transporteret til søs og at sikre skibsfarten. Operationen begyndte 4. oktober 2001 som en del af NATO's reaktion på terrorangrebet 11. september 2001. Operationen fik sit nuværende navn 16. oktober dette år. Det var en af de første NATO operationer begrundet i den Nordatlantiske Traktats artikel 5 om fælles forsvar mod angreb. Siden starten har operationen overvåget 79.000 skibe og bordet over hundrede. 480 skibe er blevet eskorteret gennem Gibraltarstrædet, indtil eskortemissioner blev stoppet i 2004.
Samtidig har skibe tilknyttet operationen også hjulpet den græske regering med at hindre illegal immigration.

## Lande der har deltaget i operationen
- Danmark
- Grækenland
- Italien
- Norge
- Spanien
- Tyrkiet
- Tyskland